# Ordre des vétérinaires (France)
En France, l’Ordre des vétérinaires est une institution professionnelle créée par la loi du 23 août 1947, après la Libération.
Il succède à une institution professionnelle portant le même nom et fondée, à l'initiative du régime de Vichy, par la loi no 296 du 18 février 1942. L'Ordre des vétérinaires assure aujourd'hui un rôle administratif, réglementaire, disciplinaire, social, ainsi qu'un rôle de représentation de la profession vétérinaire.

## Historique
La première réglementation de la profession vétérinaire remonte à 1881, avec la reconnaissance d'un diplôme pour l'exercice de la médecine vétérinaire contre les maladies contagieuses des animaux. Le 31 juillet 1923, la loi institutionnalise le diplôme de docteur vétérinaire, dont le monopole est finalement acquis en 1938. Les autorités, qui ne souhaitent pas régler les conflits professionnels et garantir la déontologie, choisissent alors de déléguer l'organisation de la profession à un « organisme statutaire vétérinaire »,. Les 18 février 1942 et 22 juin 1944, des lois promulguées par le régime de Vichy mettent en place un « ordre des vétérinaires » dont les membres sont alors nommés par le gouvernement. Son premier président, le Dr Degois, vétérinaire à Rambouillet, avait été nommé par le ministre de l’Agriculture Pierre Caziot, par décret no 849 du 20 mars 1942. Après la Libération, les décisions prises pendant l'occupation sont annulées et un référendum auprès de la profession met en évidence la volonté des vétérinaires de se doter d’une organisation ordinale (2 313 voix pour, 138 voix contre). À la suite de la promulgation de la loi du 23 août 1947, aujourd’hui codifiée dans le code rural et de la pêche maritime, l'Ordre issu du régime de Vichy est dissout pendant 3 jours, pour être remplacé par un Ordre national des vétérinaires, établi selon les règles démocratiques de la République française. Les conseillers ordinaux sont désormais élus par leurs pairs, et les articles xénophobes en vigueur pendant l'Occupation sont abolis. L'ordonnance du 31 juillet 2015 a modifié le code rural et de la pêche maritime afin de moderniser l'organisation et le fonctionnement de l'Ordre.

## Rôles
En France, l'Ordre des vétérinaires a plusieurs rôles :
- rôle administratif : l'Ordre dresse la liste des personnes physiques ou morales habilitées à exercer, et vérifie la conformité au code de déontologie des contrats conclus entre vétérinaires ou entre vétérinaires et clients ;
- rôle réglementaire : l'Ordre propose au gouvernement les textes réglementaires qui régissent la profession ;
- rôle disciplinaire : chaque vétérinaire dans l'exercice de sa profession est justiciable non seulement devant les tribunaux civils, comme tout citoyen, mais aussi devant la juridiction ordinale qui sanctionne les manquements au code de déontologie ;
- rôle social : l'Ordre est à l'origine de la création de la caisse de retraite ; il participe à la solidarité entre les vétérinaires en finançant en particulier par des dons les confrères en difficulté ; il est l’interlocuteur privilégié des pouvoirs publics et des usagers, éleveurs ou possesseurs d'animaux familiers ou associations de protection animale ; d'autre part il intervient aussi dans le domaine de l'enseignement vétérinaire ;
- rôle de représentation professionnelle : l'Ordre est l'interlocuteur privilégié de l'administration et du public.
- rôle éthique : les questions du statut juridique des animaux et de ce qu'on appelle « l'éthique animale » prenant une place croissante dans la société, elles ont été introduites dans les préoccupations de l'Ordre au début de l'année 2015. Un pôle de réflexion « profession vétérinaire et éthique animale » a été créé au sein du Conseil national, et des référents « éthique animale » ont été désignés au sein de chaque Conseil régional. Les élus ordinaux régionaux ont donné mandat au Conseil national afin de positionner le vétérinaire comme l’expert garant du bien-être animal[6]. Sous cette impulsion, un colloque intitulé « Vétérinaire, professionnel garant du bien-être animal » a eu lieu en novembre 2015[7], la priorité retenue pour ce premier colloque ayant été l'étourdissement avant abattage[8].

## Présidents du conseil national
- depuis 2016 : Jacques Guérin